# Elaeocarpus cheirophorus
Elaeocarpus cheirophorus är en tvåhjärtbladig växtart som beskrevs av Schlechter. Elaeocarpus cheirophorus ingår i släktet Elaeocarpus och familjen Elaeocarpaceae. Inga underarter finns listade i Catalogue of Life.